# Курније
Курније (фр. Curnier) насеље је и општина у источној Француској у региону Рона-Алпи, у департману Дром која припада префектури Нион.
По подацима из 2011. године у општини је живело 196 становника, а густина насељености је износила 24,5 становника/km². Општина се простире на површини од 8 km². Налази се на средњој надморској висини од 378 метара (максималној 742 m, а минималној 313 m).

## Демографија
| 1962. | 1968. | 1975. | 1982. | 1990. | 1999. | 2011. |
| ----- | ----- | ----- | ----- | ----- | ----- | ----- |
| 108   | 133   | 145   | 132   | 179   | 186   | 196   |

График промене броја становника у току последњих година